# Juif errant
Pour les articles homonymes, voir Juif errant (homonymie).

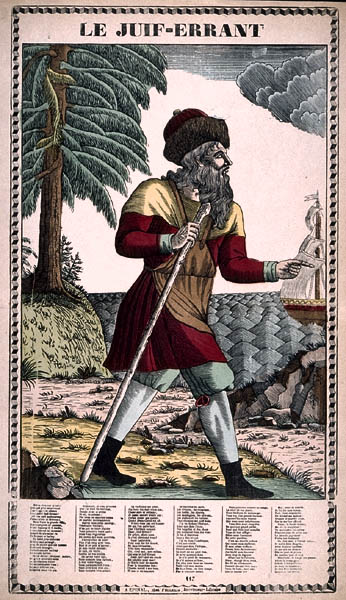
Image d'Épinal du Juif errant (1896).

Le Juif errant est un personnage légendaire dont les origines remontent à l'Europe médiévale et qui ne peut pas perdre la vie, car il a perdu la mort : il erre donc dans le monde entier et apparaît de temps en temps.
Au début du XIIIe siècle, les moines bénédictins anglais Roger de Wendover et Matthieu Paris relatent l'histoire d'une visite au monastère de Saint-Alban, où un personnage est assimilé au juif Cartaphilus. La légende devient populaire en Europe à partir du XVIe siècle et le Juif errant reçoit le prénom de Ahasvérus. Il inspire bon nombre d'écrivains.

## Histoire

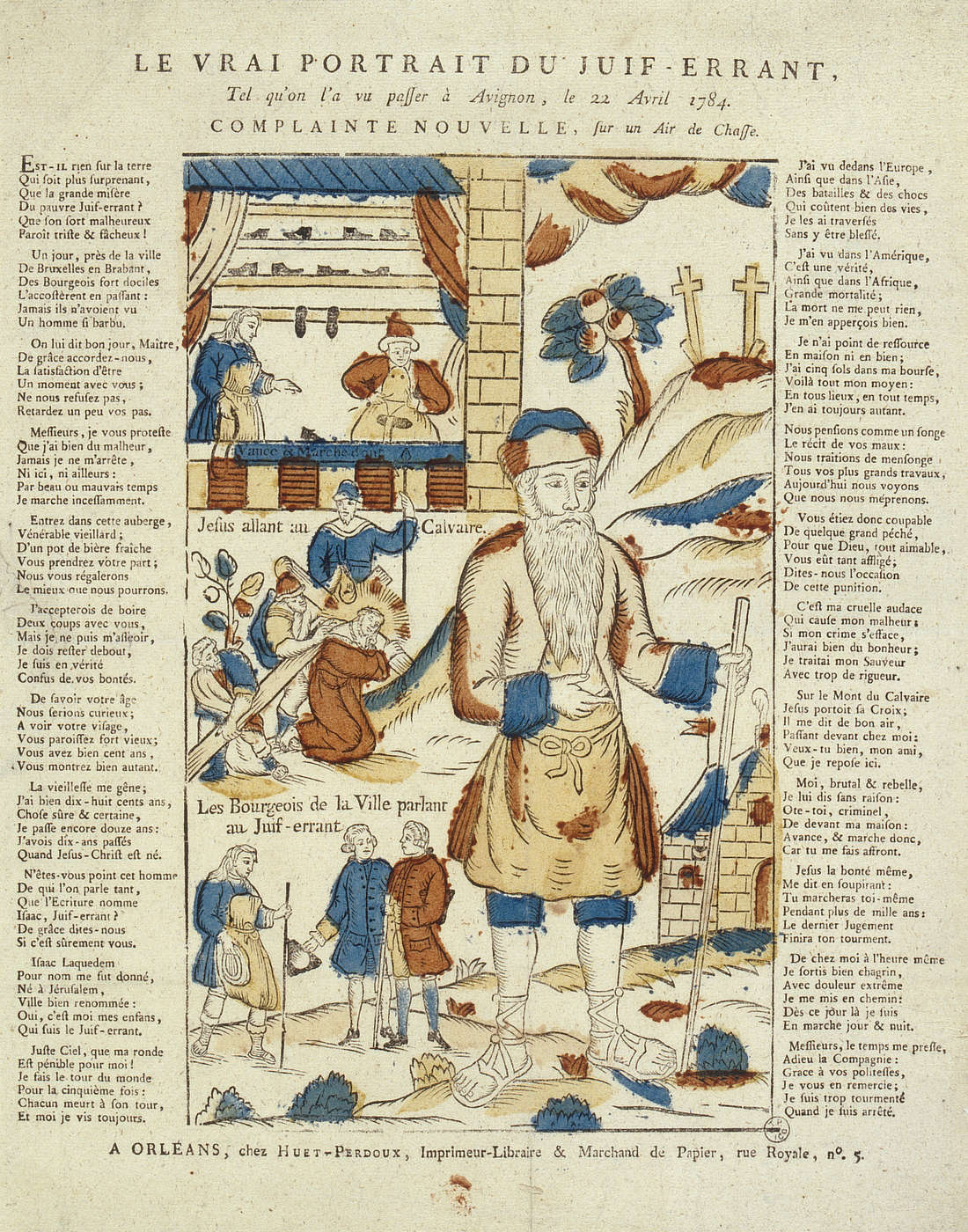
Portrait et complainte du Juif errant tel qu'il aurait été vu à Avignon (1784).

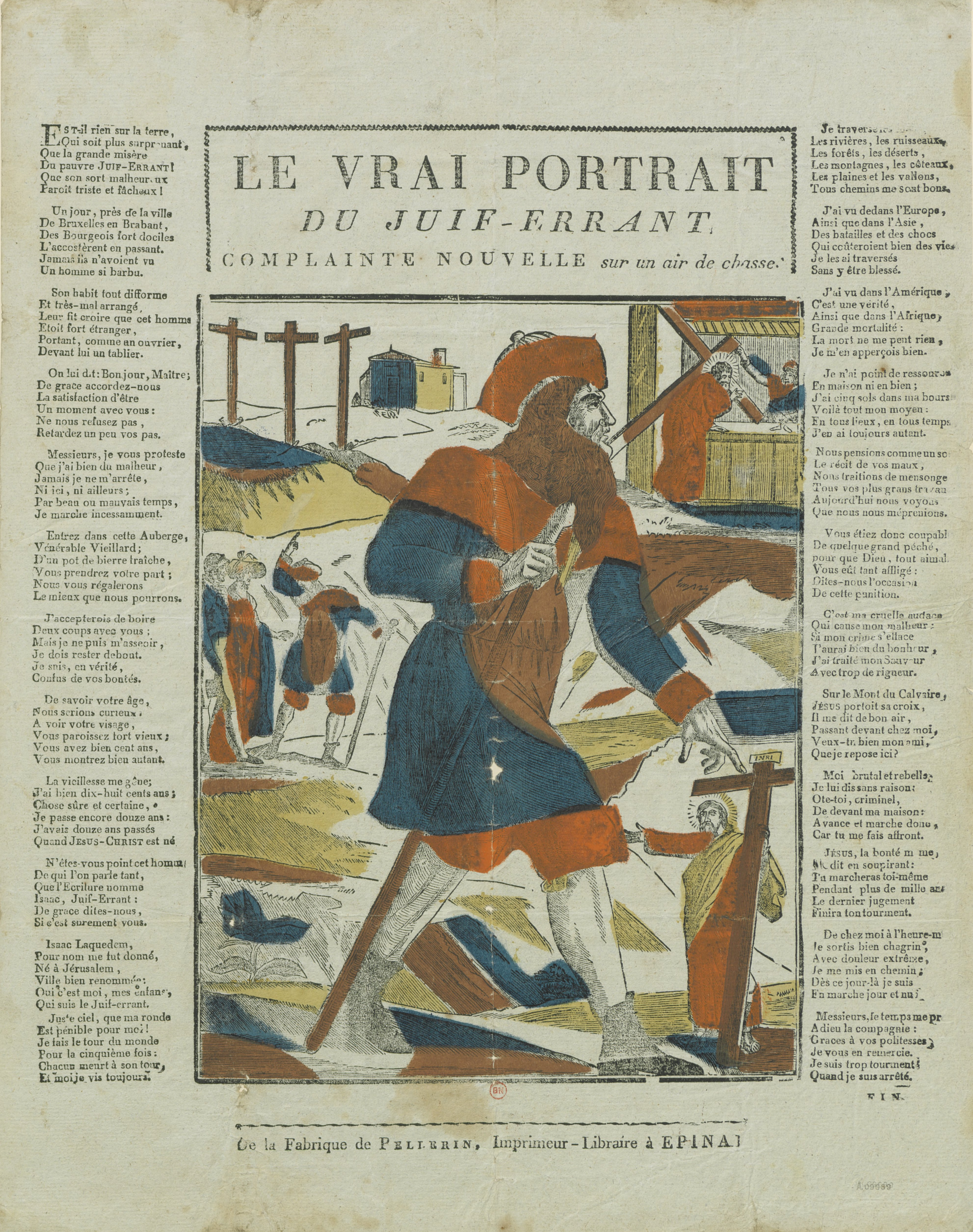
« Le Vrai Portrait du Juif-errant », complainte nouvelle sur un air de chasse, Épinal (1820).

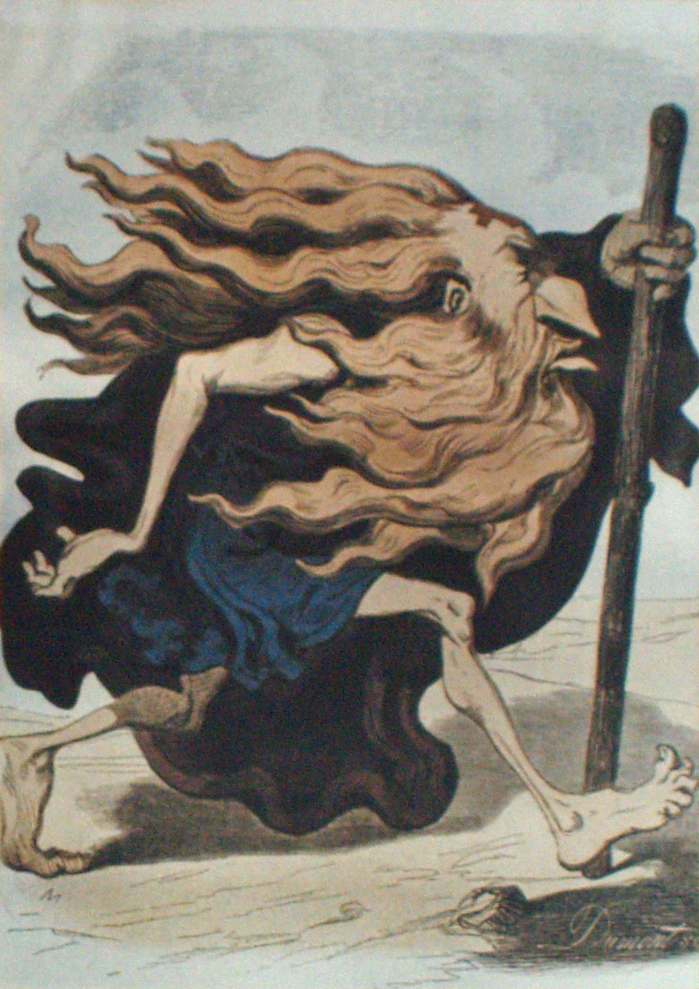
Caricature du Juif errant d'après G. Doré parue dans le Journal pour rire (22 mai 1852).

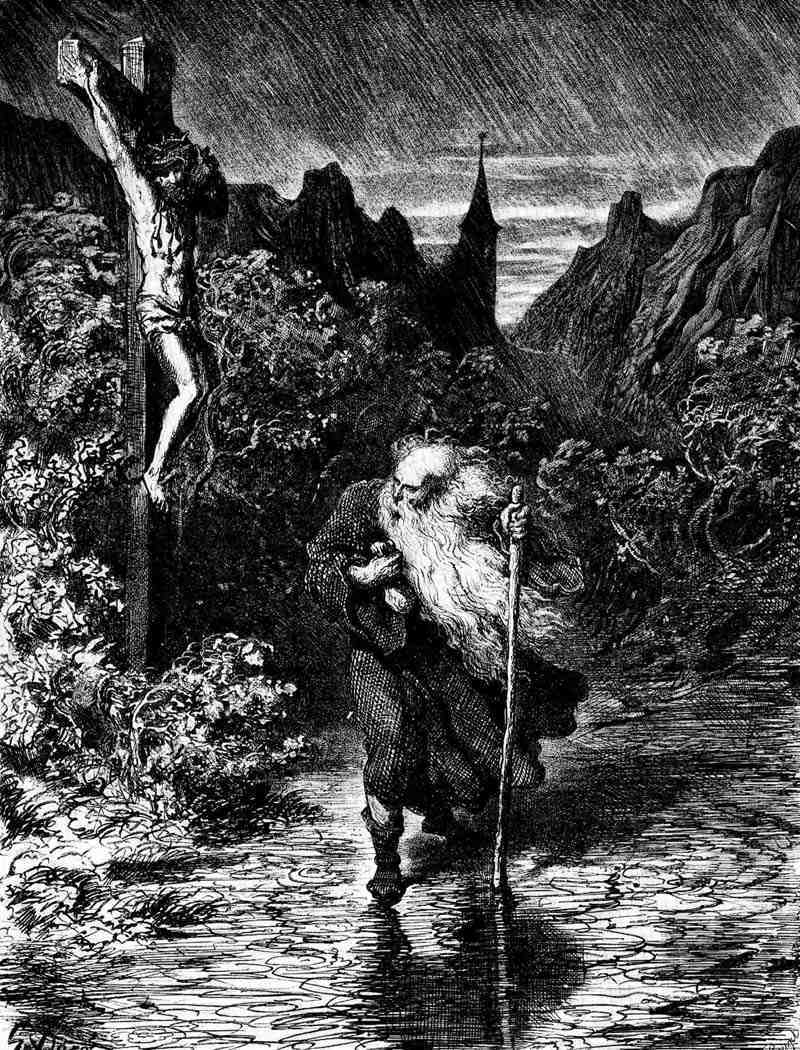
Gravure de G. Doré (1852).

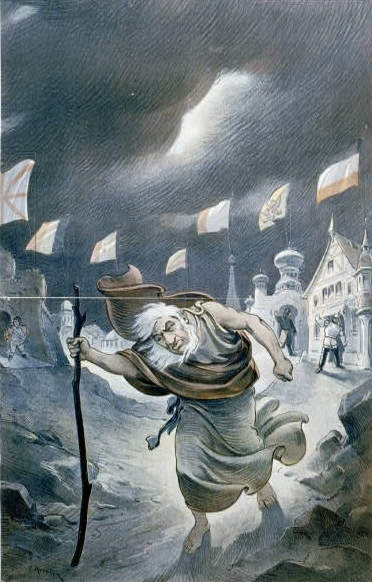
Le Juif errant rejeté par toutes les nations. Dessin paru dans le magazine satirique américain Puck (1901).

### Naissance du mythe
Le mythe du Juif errant est absent des évangiles synoptiques. Il trouve une de ses origines dans un passage de l'évangile selon Jean (Jean 21, 22-23) où Jésus dit à son sujet : « Si je veux qu'il demeure jusqu'à ce que je vienne, que t'importe ? », et où Jean, tel le prophète Élie, semble épargné par la mort.
De cette idée qu'un témoin de la Passion survivrait jusqu'au retour du Christ naquirent de nombreux contes populaires.
Les premières traces écrites de ce mythe datent du début du XIIIe siècle : des récits similaires figurent dans une chronique latine de Bologne, dans Chronica maiora de Matthieu Paris et dans les Flores Historiarum du moine bénédictin anglais Roger de Wendover.

### Établissement du mythe: de l'opuscule au récit populaire
Au XIIIe siècle, le Juif errant est un ancien portier de Ponce Pilate. C'est un homme pieux, triste et converti au christianisme, qui attend en Arménie le retour du Christ, et qui témoigne de la Passion qu'il a vue.
Au XVIe siècle, le mythe du Juif errant se voit immortalisé dans un opuscule allemand anonyme à travers le personnage d'un simple cordonnier juif, nommé Ahasvérus (allusion au roi perse Assuerus identifié à Xerxès Ier, dans le Livre d'Esther), qui prétend avoir assisté à la crucifixion du Christ mais pour lui avoir refusé un instant de repos alors qu'il portait sa Croix sur le chemin menant au Golghota, est condamné à l'errance perpétuelle. « Il parcourt donc le monde, son corps se renouvelle à chaque siècle, pareil aux cinq sous qu'il peut dépenser à la fois et qu'il retrouve toujours ».
Ce récit connaît un succès populaire foudroyant.
Cette variante du mythe s'établit durablement. Elle répond à l'élément de « régénération » qui y est réitéré pour en faire un mythe. « Si le Juif errant survit au Juif en attente immobile, c'est qu'il est aussi un personnage dramatique et non seulement tragique : il incarne le « peuple déicide » et constitue un argument de l'antisémitisme théologique, avant de devenir le symbole du peuple en diaspora » chassé de lieu en lieu.

### Simulation
L'historien Marcel Bataillon signale l'existence de simulateurs, prétendants, se faisant passer pour le Juif errant en montrant des marques sur leur bras en forme de rouelle ou inspirées de la « roue de Sainte-Catherine » des Saludadores (guérisseurs) - elle-même issue de la légende de sainte Catherine d'Alexandrie morte en martyre sur le supplice de la roue.
Ce signe des pseudo-Juifs errants, dont ils auraient gardé l'empreinte dans la chair depuis la malédiction inscrite dans les Évangiles, se trouve à mi-chemin entre l'ordalie et la physiognomonie.

## Influence dans la littérature
La légende du Juif errant Ahasvérus est imprimée pour la première fois à Leiden en Allemagne, en 1602. Des traductions sont ensuite faites dans toutes les langues. « Sa figure sert... à authentifier des témoignages, chroniques et relations de voyage, fictifs ou réels (mais) aussi de prétexte poétique pour des complaintes et des ballades, et sa dimension tragique est souvent détournée en satire ».
Au XVIIe siècle, Savinien de Cyrano de Bergerac en fait mention dans la bouche d'un sorcier qui prétend entre autres, être le Juif Errant et le diable Vauvert.
Au XIXe siècle, le mythe du Juif errant est relayé par les hommes de lettres. De nombreux ouvrages écrits dans de nombreuses langues font ainsi référence à ce personnage. C'est ainsi que la littérature trouve dans ce mythe intemporel une figure récurrente que l'usage populaire a rendu accessible à tous.
Chateaubriand, dans ses Mémoires, cite la Ballade du Juif errant, grande poésie populaire qui narre ses aventures. On apprend ainsi que le Juif errant aurait fait une étape à Bruxelles en Brabant.

### Eugène Sue,Le Juif errant(1844-45)
Le thème du Juif errant est très actif dans la production littéraire et savante (historienne) autour de l’époque de la monarchie de Juillet, comme en témoignent parmi d’autres les études d’Edgar Quinet, depuis son premier écrit publié, les Tablettes du Juif errant (1823), jusqu’à Ahasverus (cf. infra).
Le roman-feuilleton d’Eugène Sue, Le Juif errant, connaît l’un des plus grands succès publics du XIXe siècle. Le titre est cependant trompeur, puisque ce roman n’est pas véritablement axé sur ce personnage. En effet, il raconte les intrigues menées par les jésuites pour s’emparer du fabuleux héritage d’un protestant que la Compagnie avait acculé au suicide. Face à eux, le Juif errant et son homologue féminin, la princesse Hérodiade, s’efforcent d’être les anges gardiens des héritiers, qui sont en outre leurs derniers descendants.
Mais Sue exploite surtout l’idée de la malédiction qui accompagne le Juif errant en faisant coïncider son arrivée à Paris avec l’épidémie de choléra d’avril 1832 qui a fait plus de douze mille victimes – on ignorait alors presque tout sur cette maladie et son mode de propagation. La violente dénonciation de la Compagnie de Jésus fait suite à l’ouvrage de Jules Michelet et Edgar Quinet, Des jésuites (1843). Le roman de Sue est — entre autres — un réquisitoire contre le fanatisme et l’intolérance religieuse, et se termine sur la fin des souffrances du Juif errant et d’Hérodiade.

### Guillaume Apollinaire,Le Passant de Prague(1910)
Dans sa nouvelle Le Passant de Prague — tirée du recueil de nouvelles L'Hérésiarque et Cie — Guillaume Apollinaire met en scène le Juif errant que le narrateur rencontre à Prague en mars 1902 et qui se fait appeler Laquedem. Buvant dans les tavernes et jouissant des prostituées, il est satisfait de son sort d'immortel : « Des remords ? Pourquoi ? Gardez la paix de l'âme et soyez méchant. Les bons vous en sauront gré. Le Christ ! je l'ai bafoué. Il m'a fait surhumain. Adieu !… »

Apollinaire cite un grand nombre d'allusions littéraires sur son personnage : 

« La complainte que l'on chanta après ma visite à Bruxelles me nomme Isaac Laquedem, d'après Philippe Mouskes, qui, en 1243, mit en rimes flamandes mon histoire. Le chroniqueur anglais Mathieu de Paris, qui la tenait du patriarche arménien, l'avait déjà racontée. Depuis, les poètes et les chroniqueurs ont souvent rapporté mes passages, sous le nom d'Ahasver, Ahasvérus ou Ahasvère, dans telles ou telles villes. Les Italiens me nomment Buttadio – en latin Buttadeus ; – les Bretons, Boudedeo ; les Espagnols, Juan Espéra-en-Dios. Je préfère le nom d'Isaac Laquedem, sous lequel on m'a vu souvent en Hollande. Des auteurs prétendent que j'étais portier chez Ponce-Pilate, et que mon nom était Karthaphilos. D'autres ne voient en moi qu'un savetier, et la ville de Berne s'honore de conserver une paire de bottes qu'on prétend faites par moi et que j'y aurais laissées après mon passage. Mais je ne dirai rien sur mon identité, sinon que Jésus m'ordonna de marcher jusqu'à son retour. Je n'ai pas lu les œuvres que j'ai inspirées, mais j'en connais le nom des auteurs. Ce sont : Goethe, Schubart, Schlegel, Schreiber, von Schenck, Pfizer, W. Müller, Lenau, Zedlitz, Mosens, Kohler, Klingemann, Levin Schüking, Andersen, Heller, Herrig, Hamerling, Robert Giseke, Carmen Sylva, Hellig, Neubaur, Paulus Cassel, Edgar Quinet, Eugène Suë, Gaston Paris, Jean Richepin, Jules Jouy, l'Anglais Conway, les Pragois Max Haushofer et Suchomel. Il est juste d'ajouter que tous ces auteurs se sont aidés du petit livre de colportage qui, paru à Leyde en 1602, fut aussitôt traduit en latin, français et hollandais, et fut rajeuni et augmenté par Simrock dans ses livres populaires allemands. »

### Œuvres littéraires

#### XVIIIesiècle
- Alain-René Lesage, dans Le diable boiteux de 1707, évoque le Juif errant dans le chapitre sur les songes.
- Voltaire, dans Candide de 1759, fait intervenir un banquier juif du nom de Don Isachar lors du passage du héros en la ville de Lisbonne. Malgré les traits vils de ce personnage, Voltaire dénonce l'horreur de l'Inquisition et des autodafés qui avaient notamment lieu au XVe siècle et XVIe siècle en Espagne et au Portugal (voir massacre de Lisbonne).
- Goethe avec Der ewige Jude. Das Estherspiel de 1774. Dès sa jeunesse, l'auteur avait l'ambition d'écrire une épopée à grande échelle destinée à faire d’Assuérus un héros et de le mettre en conversation avec le philosophe juif Baruch Spinoza[7].
- Matthew Gregory Lewis, Le Moine de 1796, où Raymond en rapport lui-même avec le péché originel, est délivré par le Juif errant portant le stigmate de Caïn.

#### XIXesiècle

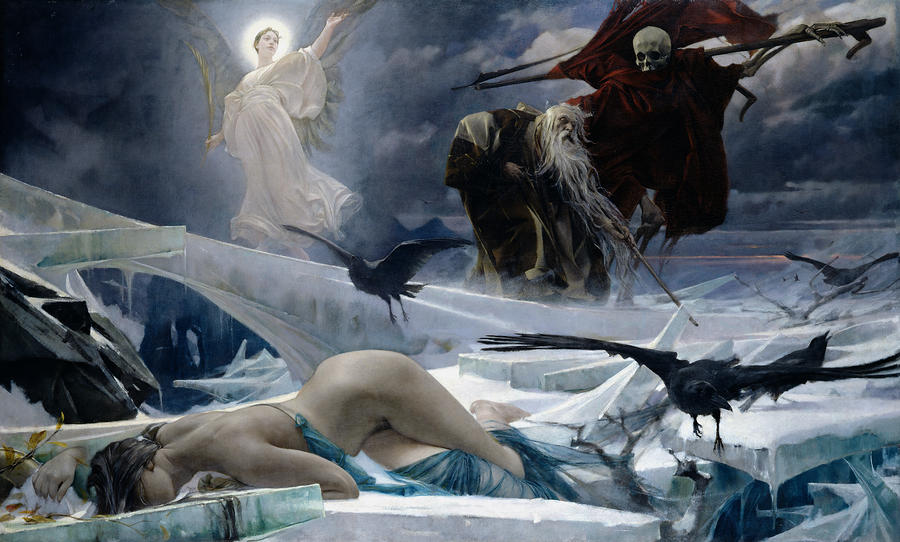
Ahasuerus et la fin du monde par A. Hirémy-Hirschl.

- Le Juif errant est un des personnages du roman Manuscrit trouvé à Saragosse de Jan Potocki. S'il n'apparaît que brièvement dans la version de 1810, son histoire est beaucoup plus développée dans la version incomplète de 1804.
- Edgar Quinet, Ahasvérus, 1834.
- Claude Tillier, dans Mon oncle Benjamin, Paris, W. Coquebert, 1843 (nombreuses rééditions), chapitre IV Comment mon oncle se fit passer pour le Juif-errant, et ce qu'il en advint et accessoirement chapitres VI et VII.
- Søren Kierkegaard, dans Ou bien… ou bien (1843), développe l'idée que trois voies s'ouvrent à lui, celle de la « jouissance », symbolisée par Don Juan, celle du « doute » symbolisée par Faust et enfin celle du « désespoir », symbolisée par Ahasvérus. De même, plus tard, Kierkegaard développera encore cette idée du désespoir, liée à la figure d'Ahasvérus dans le Traité du désespoir ou La Maladie mortelle, exposé de psychologie chrétienne pour l’édification et le réveil (Sygdommen til Døden), signé Anticlimacus (1849), qui définit le désespoir, qui est la maladie mortelle, comme de « ne pas pouvoir mourir, mais ici la vie ne laisse d'espoir, et la désespérance, c'est le manque du dernier espoir, le manque de la mort »[8]. Le désespoir est maladie mortelle au sens où, stricto sensu, « la mort n'est pas un passage à la vie » comme pour le chrétien mais, au contraire, dans « une maladie mortelle », et c'est cela le désespoir pour Kierkegaard, cela « veut dire un mal qui aboutit à la mort, sans plus rien après elle. »[9].
- Eugène Sue, Le Juif errant 1844.
- Isaac Laquedem, ou Le Roman du Juif errant d'Alexandre Dumas père, est un roman historique inachevé initialement publié en feuilleton dans Le Constitutionnel à partir de 1852. Sous couvert de fiction autour d'un héros principal personnalisant le mythe du Juif errant, le roman propose une méditation sur les mythes anciens et modernes. On y trouve la complainte d'Isaac Laquedem.
- Pierre Dupont, La Légende du juif errant illustré par Gustave Doré, 1856[10].
- Ludwig Bechstein rapporte dans son Neues deutsches Märchenbuch (Nouveau Livre allemand de contes, 1856) un récit faisant intervenir le Juif Errant (Die verwünschte Stadt[11], traduit par La Cité maudite par C. & Cl. Lecouteux[12]).
- Imre Madách avec La Tragédie de l'homme de 1860, où l'errance ahasvérienne à travers les époques n'est autre que le châtiment subi par Adam et Ève[3].
- Henrik Ibsen, Brand, 1866.
- Verlaine, Walcourt, 1872 in Romances sans paroles (Paysages Belges), 1874
- Charles Deulin, Manneken-Pis, extrait de Contes de Cambrinus, 1874.
- Guy de Maupassant, Le Père Judas, extrait de Contes divers 1883

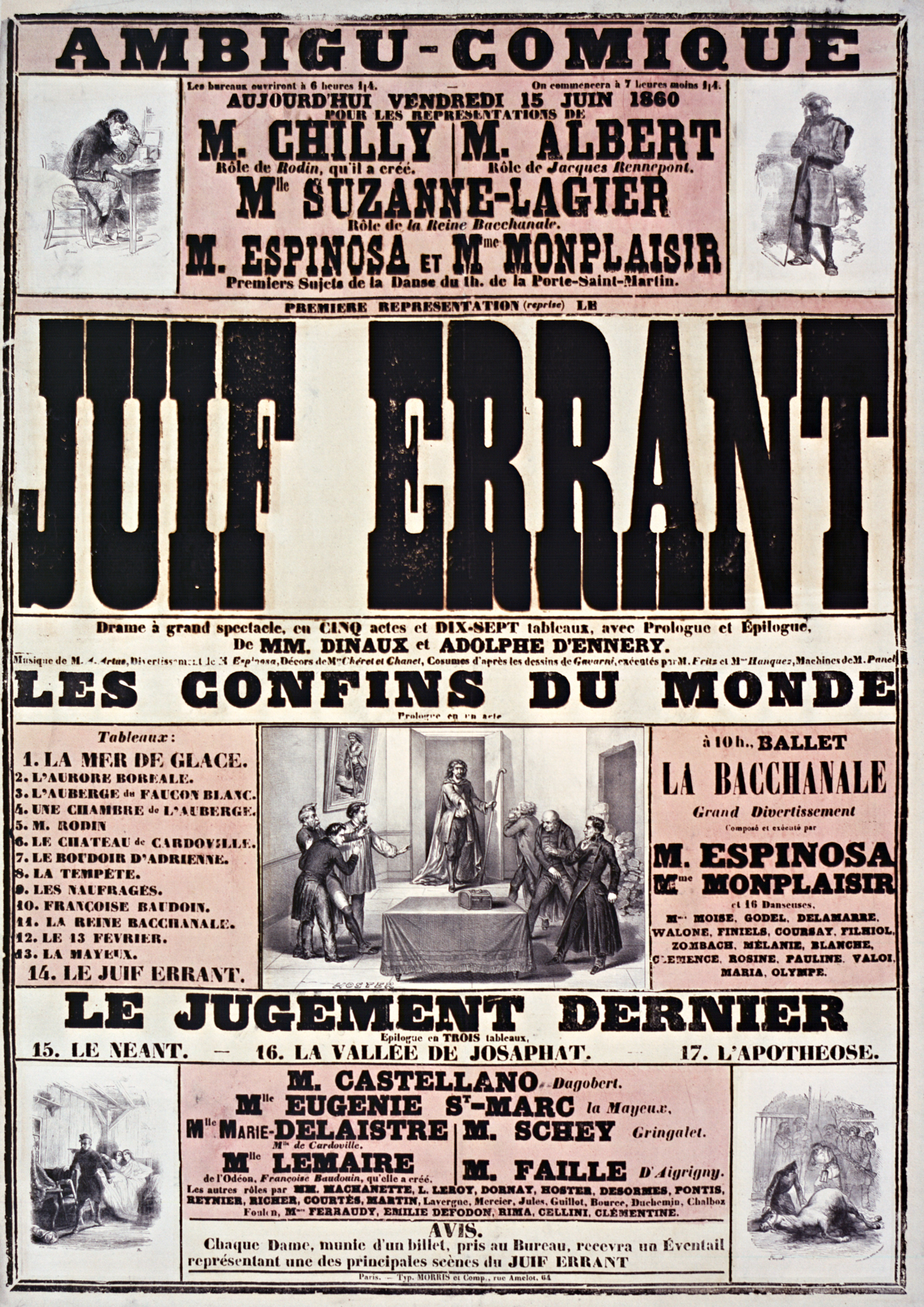
Drame à grand spectacle à l'Ambigu-Comique, de MM. Dinaux et Adolphe d'Ennery, en collaboration avec Eugène Sue, affiche de 1860

- Drame à grand spectacle à l'Ambigu-Comique, de MM. Dinaux et Adolphe d'Ennery, en collaboration avec Eugène Sue, affiche de 1860Catulle Mendès, dans La Légende du Parnasse contemporain (1884), écrit le poème Ahasvérus, mis en musique en 1909 par le compositeur Jules Marmier.
- Georges Fragerolle et Henri Rivière, Le Juif errant[13], poème musical et légende en huit tableaux, 1898.

#### XXesiècle
- Le Juif errant est arrivé, Albert Londres (1930)August Vermeylen, De wandelende Jood, 1906
- Leo Perutz : « Quelle valeur critique peuvent-ils reconnaitre à un homme qui a la conviction d'avoir rencontré en Espagne le Juif errant ? » (prologue du Marquis de Bolibar, 1920).
- Joseph Roth, Juden auf Wanderschaft, Berlin, 1927 : publié en français sous le titre Juifs en errance, suivi de L'Antéchrist, éditions du Seuil, 1986  (ISBN 2-02-009341-3).
- Albert Londres dans Le Juif errant est arrivé, 1929.
- Henry-Jacques dans Marches du Juif Errant. Éditions Liège / Paris, Maréchal, 1945 (In-16, 192 pages)[14]
- Maxime Alexandre, Le Juif errant, pièce en trois actes, prologue et intermède, Paris 1946.
- Albert Cohen, dans son roman Belle du Seigneur (1968), décrit le personnage de Solal, déguisé en Juif errant mendiant pour tenter de séduire Ariane. Ce déguisement préfigure la déchéance de nationalité qui affectera Solal.
- Jean d'Ormesson, dans son Histoire du Juif errant, fait de ce personnage mythique un repentant qui se nourrit de la beauté du monde et de ses innombrables souvenirs. Il confie son secret à un jeune couple en vacances à Venise, leur racontant son influence sur des épisodes historiques majeurs, en fait ses amis et, pour finir, séduit involontairement la jeune femme. Le romancier fait du Juif errant un personnage affable, humble et érudit. Pris au piège dans l'espace et le temps, il ne cherche pas la sagesse mais la recueille grâce à sa séculaire expérience. Ce personnage pourrait être le miroir sans complaisance de l'humanité tout entière, et non seulement d'un peuple.
- Carlo Fruttero et Franco Lucentini dans leur roman commun L'Amant sans domicile fixe (L'amante senza fissa dimora), 1986, font du Juif errant le héros d'un amour impossible à Venise.
- Simone de Beauvoir, Tous les hommes sont mortels : Fosca n'est autre que le Juif errant.
- Glen Berger crée une intrigue autour du Juif errant au théâtre à New York avec Underneath the Lintel. Cette pièce a fait le tour du monde. Adaptation française à partir de janvier 2008 au Théâtre du Lucernaire à Paris.
- J. G. Ballard a écrit une nouvelle en 1964, Le Vinci disparu, dont l'intrigue porte sur la représentation picturale du Juif errant dans les tableaux décrivant la crucifixion du Christ.
- Gabriel García Márquez, dans Cien años de soledad, décrit un village qui accuse un étranger d'être le Juif errant, l'estimant responsable de la mort des oiseaux observée depuis quelque temps.
- Mircea Eliade, dans Dayan fait intervenir la figure du Juif Errant, que Dayan rencontre. C'est d'ailleurs le Juif Errant qui ouvre les yeux à Dayan et lui permet de résoudre l'« ultime équation ».
- Stefan Heym, dans Ahasver le juif errant (1991 pour la traduction française, éd. L'Âge d'Homme), fait du Juif errant la pierre angulaire de son récit, le faisant apparaître tantôt au Moyen Âge, tantôt lors de la Guerre froide et dans un songe anhistorique aux côtés de Jésus depuis sa rencontre dans le désert jusqu'à l'Armageddon.
- Mike Kasprzak, dans Monstres, fait intervenir un alter-ego récurrent aux allures de Juif errant[15].
- Alexandre Arnoux, dans Carnet de route du Juif errant paru en 1931 (Bernard Grasset), imagine sous forme d'un conte les pérégrinations et rencontres dans le temps (de Jésus au XXe siècle) du Juif errant.
- Pär Lagerkvist, La Mort d'Ahasverus et La Sybille.
- Percy Bysshe Shelley, Wandering Jew.
- François Taillandier, Solstice.
- Yi Mun-yol, écrit le roman Le Fils de l'Homme, dans lequel la victime d'un meurtre a consigné dans ses cahiers l'histoire d'Ahasverus, le juif errant, qu'il nomme "Le Fils de l'Homme".
- Kore Yamazaki, The Ancient Magus Bride, dans cette œuvre le mage et antagoniste "Joseph" est aussi désigné comme le "Carthaphilus".
- Anna Seghers, Transit, Le chef d'orchestre est symbole du Juif errant, en l'occurrence symbole de mort et d'impossibilité de fuite.

## Dans les arts et la culture populaire

### Filmographie

#### Cinéma
- 1904 : Le Juif errant de Georges Méliès.
- 1917 : Ahasver de Robert Reinert, joué par Carl de Vogt.
- 1926 : Le Juif errant de Luitz-Morat.
- 1933 : Le Juif errant de Maurice Elvey, joué par Conrad Veidt.
- 1948 : Le Juif errant de Goffredo Alessandrini, joué par Vittorio Gassman.

#### Télévision

##### Documentaire
- 1940 : Le Juif éternel de Fritz Hippler.
- 2023 : Pierre-Henri Salfati, La Fabuleuse Histoire du Juif errant (Arte)

### Musique

#### Opéra
- 1852 : Le Juif errant en cinq actes et huit tableaux de Fromental Halévy sur un livret d'Eugène Scribe et Jules-Henri Vernoy de Saint-Georges.

#### Chanson
- 1969 : Juif errant de Georges Moustaki, utilisé pour désigner les étrangers, «un juif errant [...] pâtre grec [aux] cheveux aux quatre vents»[16],[17],[18].

### Iconographie

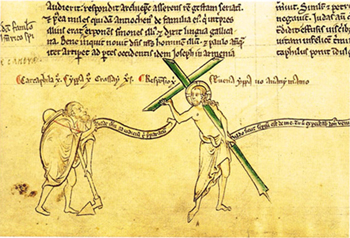
Rencontre du Juif errant et du Christ sur le chemin du calvaire, par M. Paris, manuscrit illustré de la Chronica Majora (1240-1251)
« Les bourgeois de la ville parlant au juif errant » par Pierre Leloup du Mans, estampe populaire (1831)
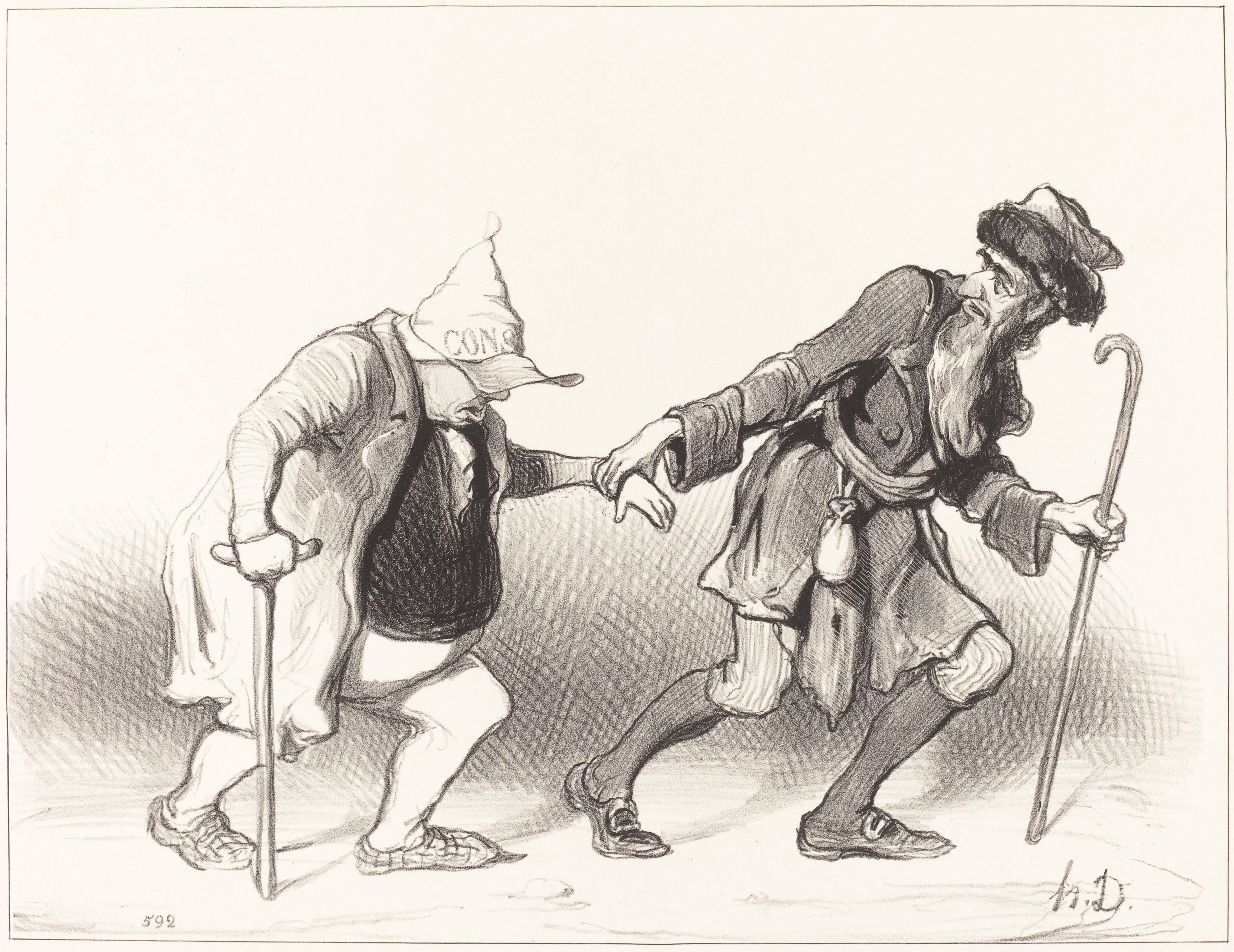
Le Constitutionnel et le Juif errant, H. Daumier (1844)
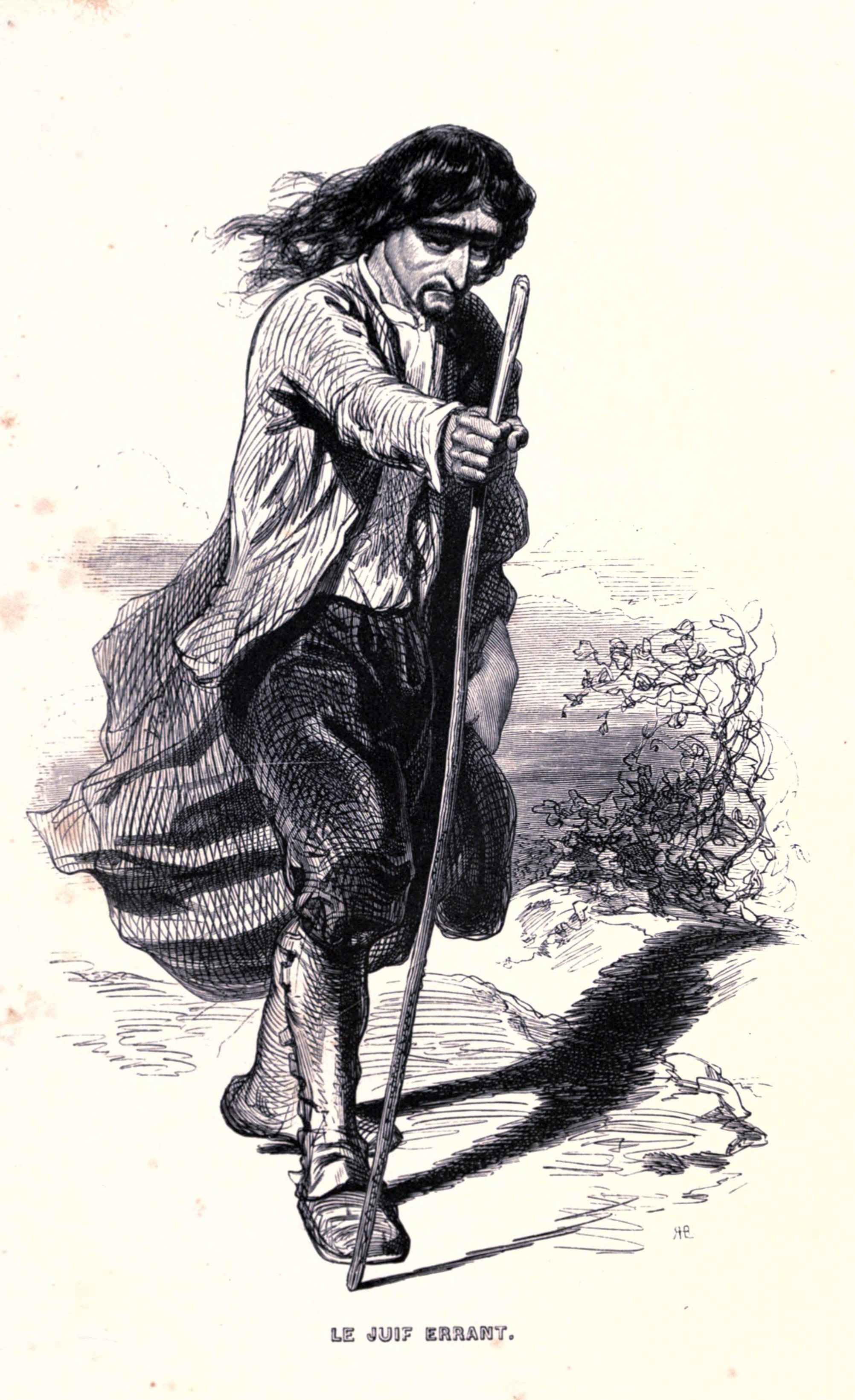
Illustration du Juif errant par Gavarni (1845)
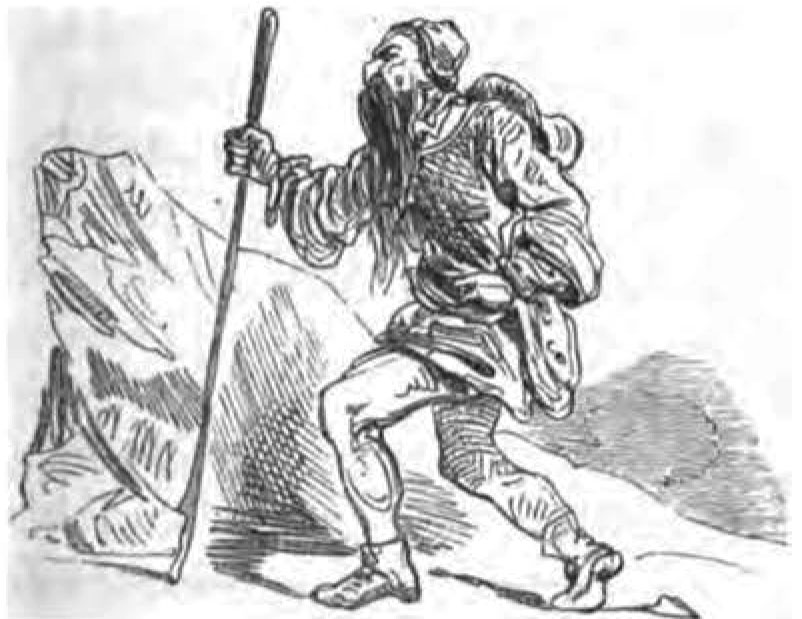
Illustration de la couverture de La Légende du Juif errant de J. Collin de Plancy[19] (1847)
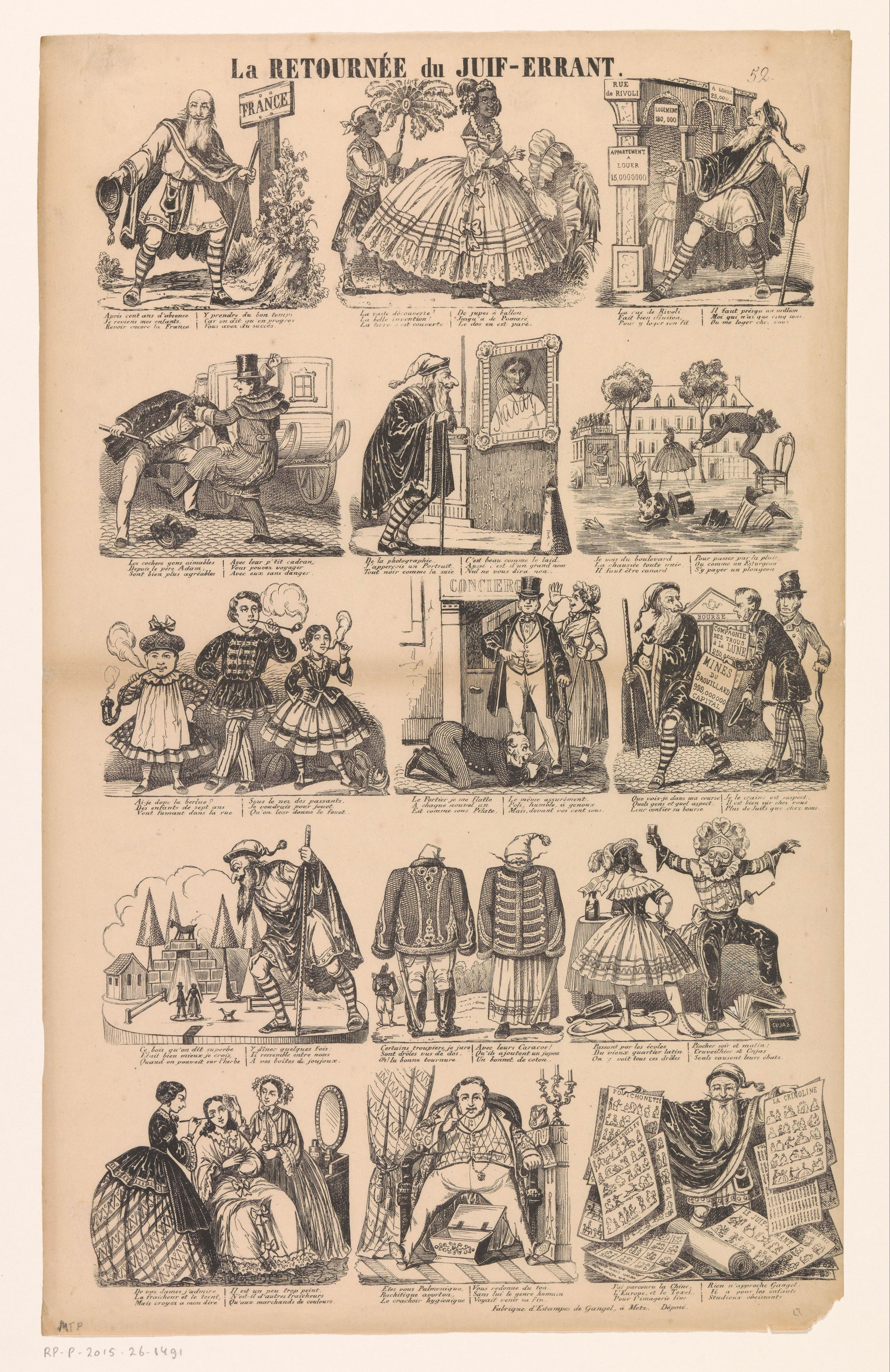
« La retournée du Juif errant » montrant les nouveautés rencontrées par le Juif errant en France après une centaine d'années d'absence, Metz (1840-1868)
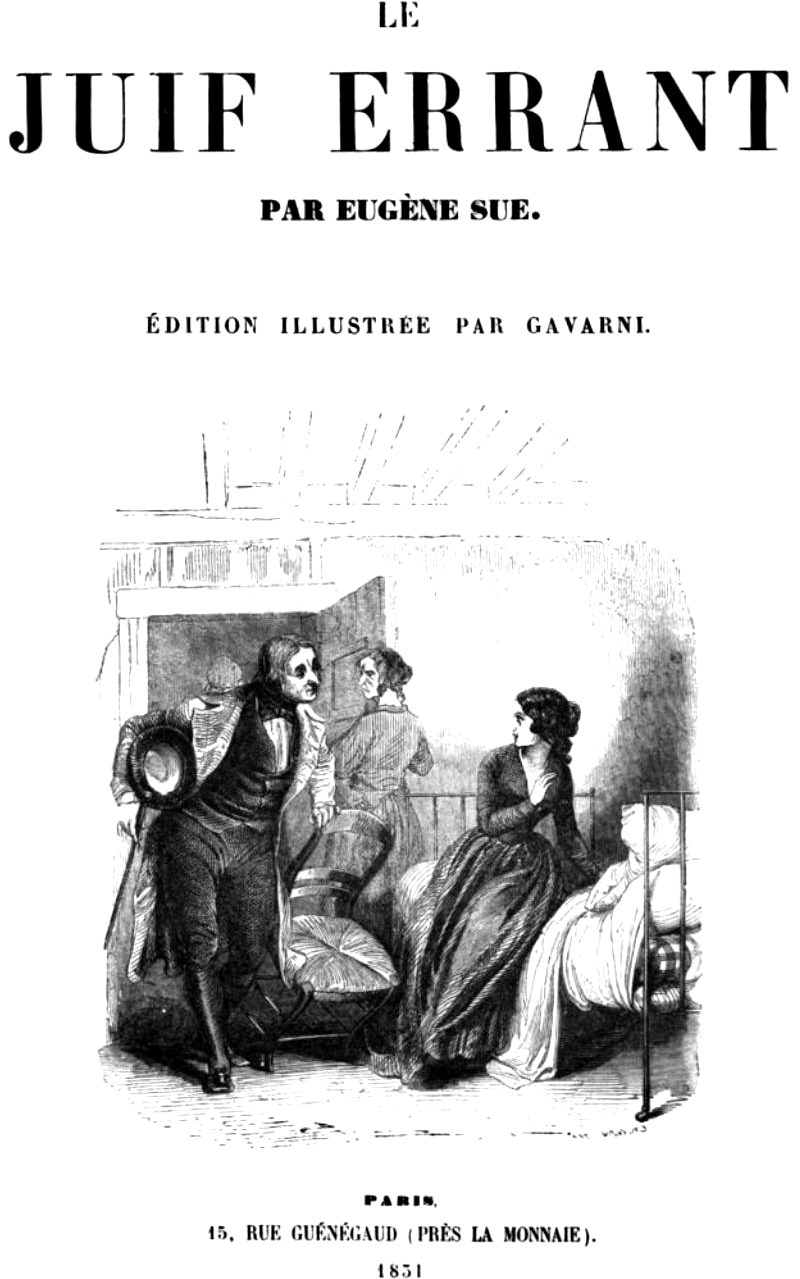
Couverture du Juif errant d'Eugène Sue par Gavarni (1851)
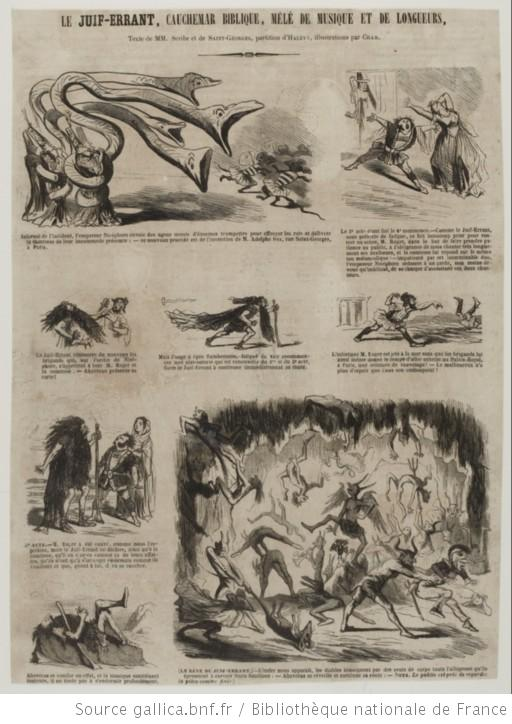
Article et caricature de l'opéra du Juif-Errant, « cauchemar biblique, mêlé de musique et de longueurs », de F. Halévy (1852)
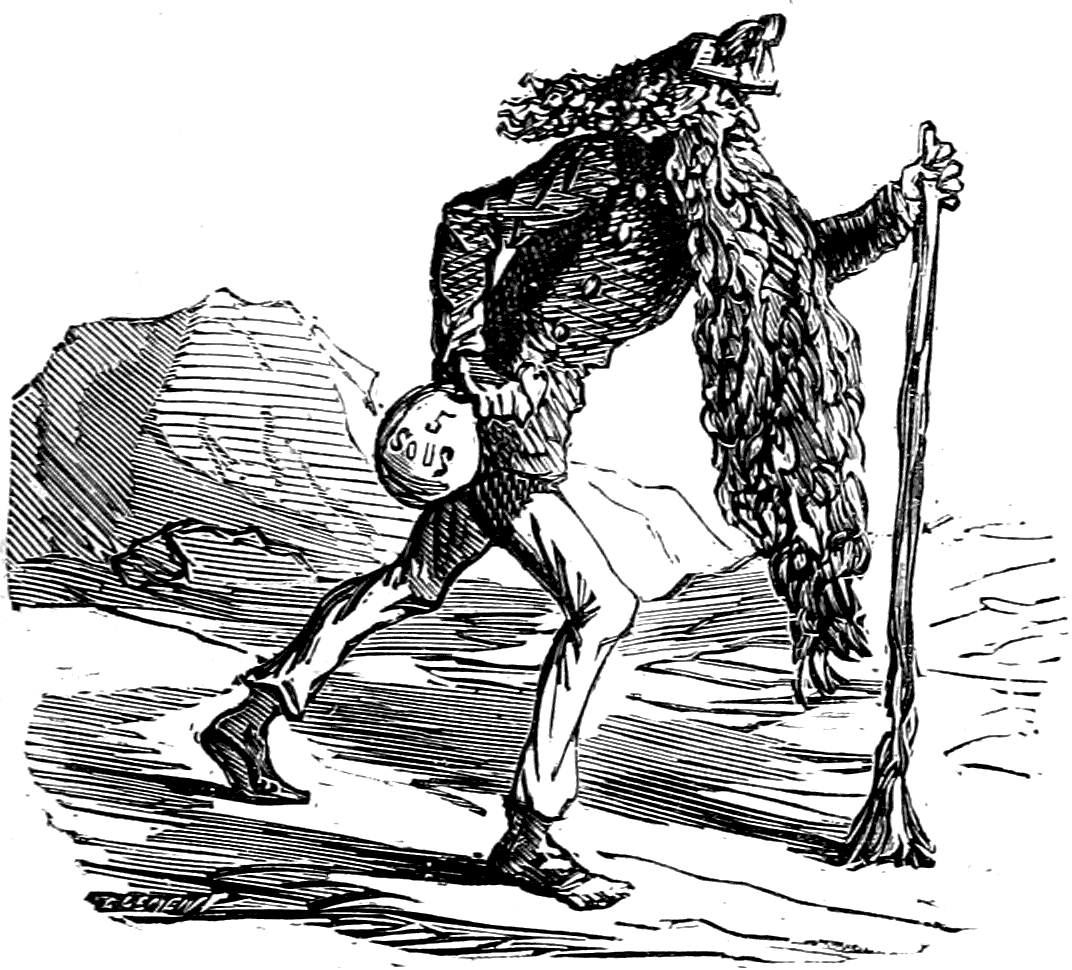
« Le Juif errant, doyen des marcheurs, nommé premier grenadier de la mobile », par Cham du « Charivari »[19] (1869)
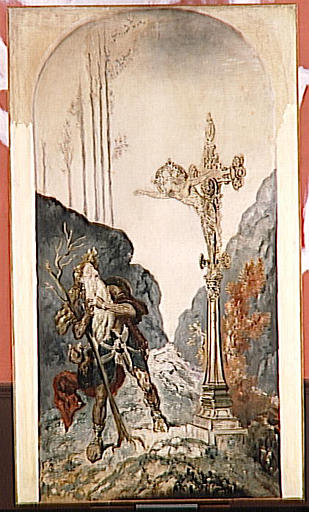
Le Juif errant (rencontrant le Christ) par G. Moreau[19] (v. 1870)
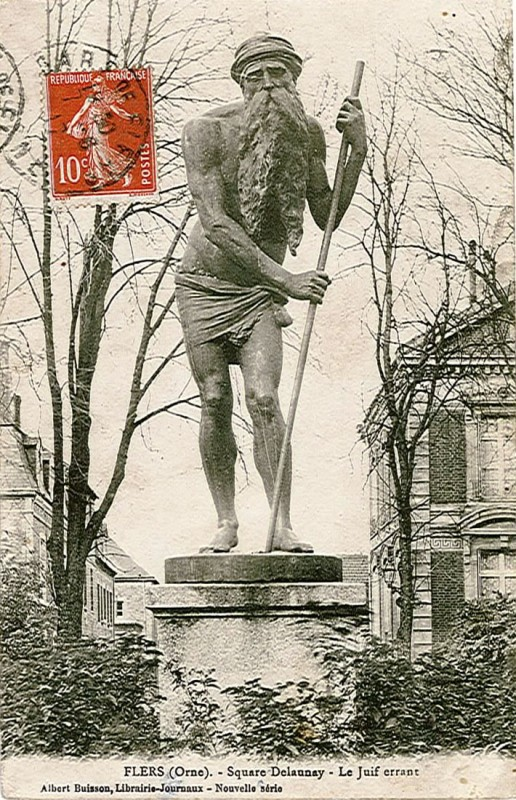
Statue Le Juif errant à Flers de V.-E. Leharivel-Durocher (1879).
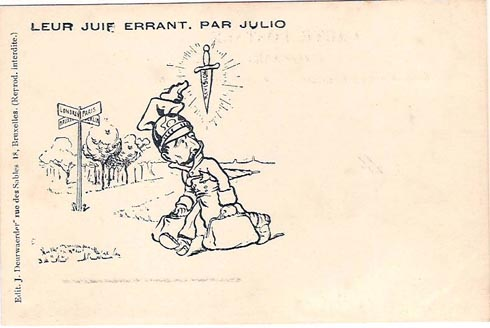
Le traitre Estérazy vu comme le Juif errant par Julio, « La Réforme » (1898)
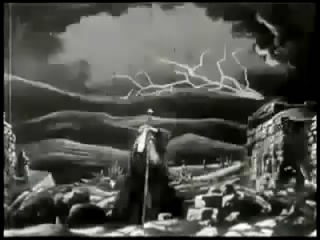
Photographie du film Le juif errant de Méliès (1904)
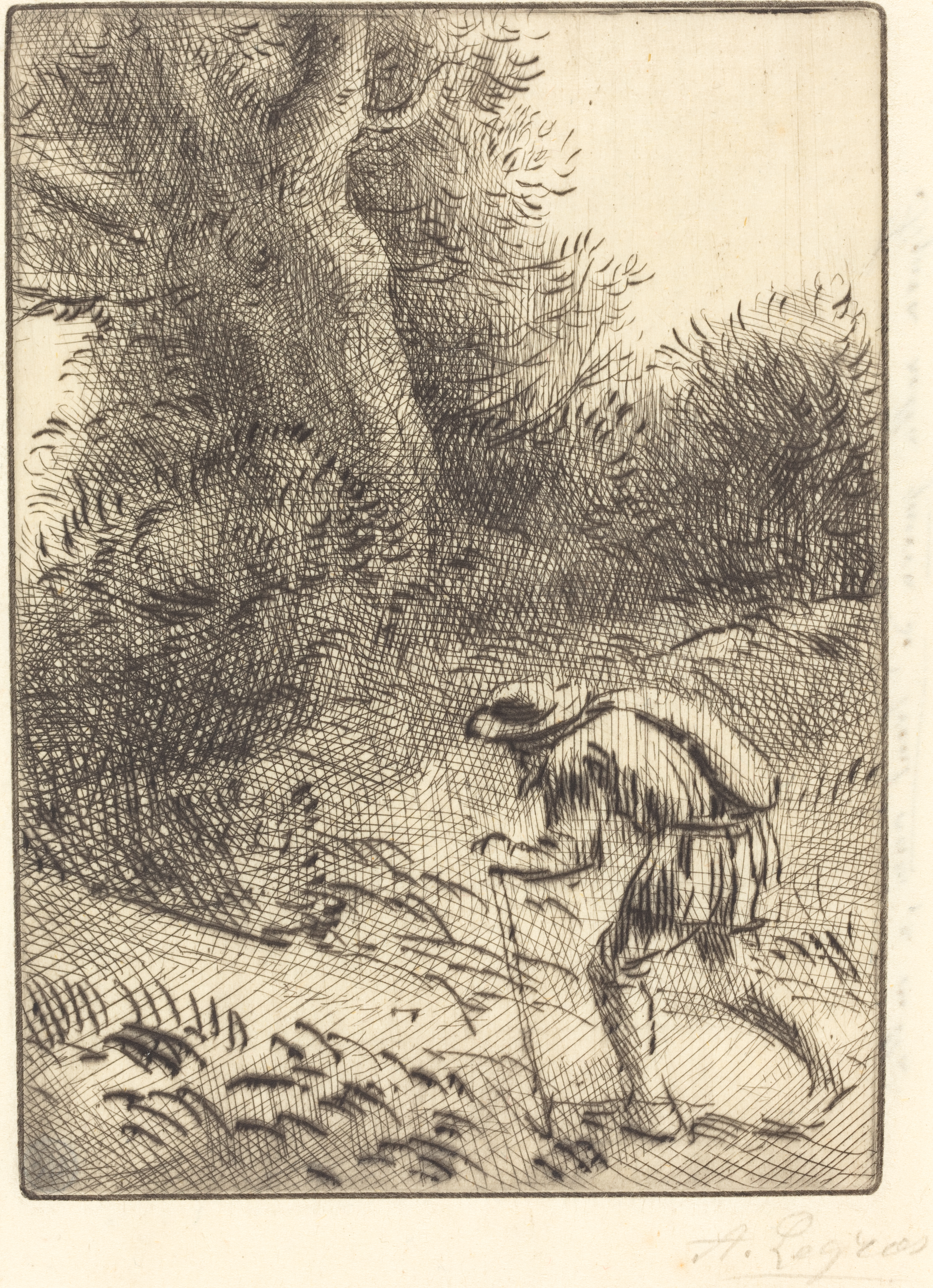
Le petit juif errant, A. Legros (1951)
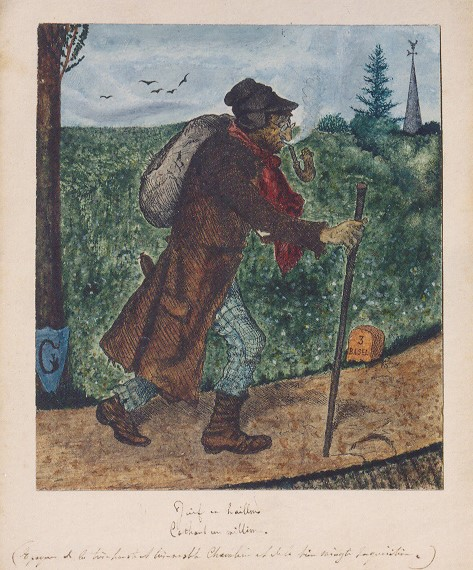
Adaptation du motif du Juif errant, Bâle (1820-1840), musée juif de Suisse